# Liste der Stolpersteine in Hamburg-Langenhorn
Die Liste der Stolpersteine in Hamburg-Langenhorn enthält alle Stolpersteine, die im Rahmen des gleichnamigen Kunst-Projekts von Gunter Demnig in Hamburg-Langenhorn verlegt wurden. Mit ihnen soll Opfern des Nationalsozialismus gedacht werden, die in Hamburg-Langenhorn lebten und wirkten. Seit 2005 fertigt der Bildhauer Michael Friedrichs-Friedländer in seiner Werkstatt in Berlin-Buch in Handarbeit die Stolpersteine für Gunter Demnig, somit bisher auch alle Langenhorner Stolpersteine, die, bis auf einen, von Gunter Demnig verlegt wurden.
Im Vorfeld der Verlegungen wird von für Langenhorn zuständigen, ehrenamtlichen Mitarbeitern der Initiative Stolpersteine Hamburg, wie Margot Löhr, recherchiert, um die Grunddaten oder Biografien der zu gedenkenden Opfer, und damit die Verlegeorte der Steine, zu erfahren. Meist müssen noch Sponsoren bzw. Paten für die Stolpersteine gefunden werden. Danach wird das Bezirksamt Hamburg-Nord informiert und die Inschriften der Stolpersteine mit Gunter Demnig oder einem seiner Mitarbeiter abgesprochen.
Diese Seite ist Teil der Liste der Stolpersteine in Hamburg, da diese mit insgesamt 7139 (Stand: März 2025) Steinen zu groß würde und deshalb je Stadtteil, in dem Steine verlegt wurden, eine eigene Seite angelegt wurde.
| Adresse                                               | Person(en)                  | Inschrift | Bilder | Anmerkung |
| ----------------------------------------------------- | --------------------------- | --- | ------ | --- |
| Am Ochsenzoll 62 ·                                    | Bertha Oppens geb. Schreyer | Hier wohnte Bertha Oppens geb. Schreyer Jg. 1883 deportiert 1943 Theresienstadt 1944 Auschwitz ermordet                                                                         |        | Eintrag auf stolpersteine-hamburg.de Bertha Oppens (* 15. Oktober 1883 in Lissa) war jüdischer Abstammung und hieß nach der Heirat ursprünglich Oppenheim. Seit dem 29. Mai 1911 führte sie mit Genehmigung des Hamburger Senats den Nachnamen Oppens. Am 26. März 1943 wurde sie nach Theresienstadt deportiert und am 12. Oktober 1944 nach Auschwitz. |
| Am Ochsenzoll 62 ·                                    | Paul Oppens                 | Hier wohnte Dr. Paul Oppens Jg. 1883 Haft 1940–1941 Gefängnis Fuhlsbüttel deportiert 1943 Theresienstadt 1944 Auschwitz ermordet                                                |        | Eintrag auf stolpersteine-hamburg.de Der evangelisch getaufte Notar Paul Siegmund Ernst Oppens (* 21. Januar 1883 in Hamburg) war jüdischer Abstammung und hieß ursprünglich Oppenheim. Seit dem 29. Mai 1911 führte er mit Genehmigung des Hamburger Senats den Nachnamen Oppens. Im Ersten Weltkrieg befehligte er als Leutnant eine Kompanie. 1916 wurde ihm das Eiserne Kreuz und das Hanseatenkreuz verliehen. Anfang Oktober 1935 erhielt er Berufsverbot. Er schickte mehrmals wertvolle Briefmarken an einen englischen Strohmann, um bei einer Auswanderung eine finanzielle Grundlage zu haben. Am 11. August 1939 wurde er deswegen verhaftet, kam in Untersuchungshaft und wurde am 27. Januar 1940 wegen Verstoßes gegen das Devisengesetz zu einer Gefängnisstrafe verurteilt. Am 13. Juni 1941 wurde er entlassen. Am 26. März 1943 wurde er nach Theresienstadt deportiert und am 12. Oktober 1944 nach Auschwitz. |
| Borner Stieg 34 ·                                     | Irmgard Meggers             | Hier wohnte Irmgard Meggers Jg. 1907 eingewiesen 1933 Alsterdorfer Anstalten ‚verlegt‘ 16.8.1943 Heilanstalt Am Steinhof/Wien ermordet 30.3.1944                                |        | Eintrag auf stolpersteine-hamburg.de Der Stolperstein wurde am 25. Oktober 2017 verlegt. |
| Essener Straße 54 ·                                   | –                           | 1943–1945 Zwangsarbeitslager Tannenkoppel 49 Kinder vernachlässigt unterernährt ermordet                                                                                        |        | Die Inschrift des Stolpersteins bezieht sich auf die folgenden 49 an dieser Adresse verlegten Stolpersteine, die mit ihm an dieser Stelle am 27. Juni 2018 verlegt wurden. Bei den Namen handelt es sich um Säuglinge von Frauen aus Belgien, Frankreich, Lettland, Litauen, Polen, Russland, der Ukraine und Weißrussland, die für die Rüstungsindustrie der Hanseatischen Kettenwerke (HAK) und der Deutschen Meßapparate GmbH (Messap) Zwangsarbeit leisten mussten. Federführend für die Recherche und einen Spendenaufruf im Dezember 2015 zur Finanzierung der Herstellung und Verlegung der Steine war Margot Löhr, der Initiative Stolpersteine Hamburg. |
| Essener Straße 54 ·                                   | Tamara Balenow              | Tamara Balenow geb. 16.1.1944 ermordet 29.1.1945 |        | Eintrag auf stolpersteine-hamburg.de |
| Essener Straße 54 ·                                   | Elfriede Barabanowa         | Elfriede Barabanowa geb. 13.5.1943 ermordet 28.7.1944 |        | Eintrag auf stolpersteine-hamburg.de |
| Essener Straße 54 ·                                   | Jury Belikowa               | Jury Belikowa geb. 26.5.1944 ermordet 7.6.1944 |        | Eintrag auf stolpersteine-hamburg.de |
| Essener Straße 54 ·                                   | Mädchen Beltschikowa        | Namenloses Mädchen Beltschikowa geb. 29.1.1944 tot geboren |        | Eintrag auf stolpersteine-hamburg.de |
| Essener Straße 54 ·                                   | Walentina Beretschnoj       | Walentina Beretschnoj geb. 3.6.1944 ermordet 15.11.1944 |        | Eintrag auf stolpersteine-hamburg.de |
| Essener Straße 54 ·                                   | Victor Bilous               | Victor Bilous geb. 26.1.1944 ermordet 11.3.1944 |        | Eintrag auf stolpersteine-hamburg.de |
| Essener Straße 54 ·                                   | Elsa Borisowa               | Elsa Borisowa geb. 9.3.1944 ermordet 5.10.1944 |        | Eintrag auf stolpersteine-hamburg.de |
| Essener Straße 54 ·                                   | Vladimir Bowton             | Vladimir Bowton geb. 6.4.1944 ermordet 5.10.1944 |        | Eintrag auf stolpersteine-hamburg.de |
| Essener Straße 54 ·                                   | Leopold Colman              | Leopold Colman geb. 4.11.1944 ermordet 2.2.1945 |        | Eintrag auf stolpersteine-hamburg.de |
| Essener Straße 54 ·                                   | Anatoli Dubskaja            | Anatoli Dubskaja geb. 6.10.1944 ermordet 31.1.1945 |        | Eintrag auf stolpersteine-hamburg.de |
| Essener Straße 54 ·                                   | Max Ernest Duvert           | Max Ernest Duvert geb. 11.5.1945 tot an den Folgen 22.5.1945 |        | Eintrag auf stolpersteine-hamburg.de |
| Essener Straße 54 ·                                   | Serge Duvert                | Serge Duvert geb. 27.5.1944 ermordet 8.8.1944 |        | Eintrag auf stolpersteine-hamburg.de |
| Essener Straße 54 ·                                   | Knabe Fedyk                 | Namenloser Knabe Fedyk geb. 5.3.1944 tot geboren |        | Eintrag auf stolpersteine-hamburg.de |
| Essener Straße 54 ·                                   | Swetlana Harkawtschuk       | Swetlana Harkawtschuk geb. 23.1.1944 ermordet 7.12.1944 |        | Eintrag auf stolpersteine-hamburg.de |
| Essener Straße 54 ·                                   | Anatoli Kobilko             | Anatoli Kobilko geb. 9.10.1944 ermordet 18.2.1945 |        | Eintrag auf stolpersteine-hamburg.de |
| Essener Straße 54 ·                                   | Luja Kolomejtschuk          | Luja Kolomejtschuk geb. 6.5.1944 ermordet 4.2.1945 |        | Eintrag auf stolpersteine-hamburg.de |
| Essener Straße 54 ·                                   | Ilda Konforowitsch          | Ilda Konforowitsch geb. 29.4.1944 ermordet 18.9.1944 |        | Eintrag auf stolpersteine-hamburg.de |
| Essener Straße 54 ·                                   | Waldemar Kosowzow           | Waldemar Kosowzow geb. 1.5.1944 ermordet 21.11.1944 |        | Eintrag auf stolpersteine-hamburg.de |
| Essener Straße 54 ·                                   | Schura Kotschezeschko       | Schura Kotschezeschko geb. 21.11.1943 ermordet 24.1.1945 |        | Eintrag auf stolpersteine-hamburg.de |
| Essener Straße 54 ·                                   | Paul Kowalewa               | Paul Kowalewa geb. 20.3.1944 ermordet 23.9.1944 |        | Eintrag auf stolpersteine-hamburg.de |
| Essener Straße 54 ·                                   | Alex Kritzkaja              | Alex Kritzkaja geb. 15.11.1944 ermordet 24.1.1945 |        | Eintrag auf stolpersteine-hamburg.de |
| Essener Straße 54 ·                                   | Valentin Lewonenko          | Valentin Lewonenko geb. 17.11.1943 ermordet 7.3.1944 |        | Eintrag auf stolpersteine-hamburg.de |
| Essener Straße 54 ·                                   | Raisa Lomonossowa           | Raisa Lomonossowa geb. 12.7.1944 ermordet 11.10.1944 |        | Eintrag auf stolpersteine-hamburg.de |
| Essener Straße 54 ·                                   | Josef Mrosowska             | Josef Mrosowska geb. 8.2.1944 ermordet 19.3.1944 |        | Eintrag auf stolpersteine-hamburg.de |
| Essener Straße 54 ·                                   | Galina Nasarowa             | Galina Nasarowa geb. 27.5.1944 ermordet 2.11.1944 |        | Eintrag auf stolpersteine-hamburg.de |
| Essener Straße 54 ·                                   | Luba Nesterowitsch          | Luba Nesterowitsch geb. 23.4.1944 ermordet 10.10.1944 |        | Eintrag auf stolpersteine-hamburg.de |
| Essener Straße 54 ·                                   | Alexandra Nikolajew         | Alexandra Nikolajew geb. 31.7.1944 ermordet 26.10.1944 |        | Eintrag auf stolpersteine-hamburg.de |
| Essener Straße 54 ·                                   | Maria Ostagowa              | Maria Ostagowa geb. 8.6.1944 ermordet 29.9.1944 |        | Eintrag auf stolpersteine-hamburg.de |
| Essener Straße 54 ·                                   | Sina Paratschenko           | Sina Paratschenko geb. 21.12.1944 ermordet 3.5.1945 |        | Eintrag auf stolpersteine-hamburg.de |
| Essener Straße 54 ·                                   | Annatoli Podwinskaja        | Annatoli Podwinskaja geb. 8.6.1944 ermordet 3.10.1944 |        | Eintrag auf stolpersteine-hamburg.de |
| Essener Straße 54 ·                                   | Damara Pogrebnikowa         | Damara Pogrebnikowa geb. 14.8.1943 ermordet 29.10.1944 |        | Eintrag auf stolpersteine-hamburg.de |
| Essener Straße 54 ·                                   | Iwan Poliwara               | Iwan Poliwara geb. 10.7.1944 ermordet 30.1.1945 |        | Eintrag auf stolpersteine-hamburg.de |
| Essener Straße 54 ·                                   | Lydia Poliwara              | Lydia Poliwara geb. 10.7.1944 ermordet 27.9.1944 |        | Eintrag auf stolpersteine-hamburg.de |
| Essener Straße 54 ·                                   | Regina Larissa Prieditis    | Regina Larissa Prieditis geb. 12.6.1945 tot an den Folgen 26.8.1945 |        | Eintrag auf stolpersteine-hamburg.de |
| Essener Straße 54 ·                                   | Iwan Ragulina               | Iwan Ragulina geb. 27.10.1944 ermordet 29.10.1944 |        | Eintrag auf stolpersteine-hamburg.de |
| Essener Straße 54 ·                                   | Wasilij Romanenko           | Wasilij Romanenko geb. 16.5.1944 ermordet 3.6.1944 |        | Eintrag auf stolpersteine-hamburg.de |
| Essener Straße 54 ·                                   | Alexander Sabluswitschke    | Alexander Sabluswitschke geb. 6.4.1944 ermordet 4.11.1944 |        | Eintrag auf stolpersteine-hamburg.de |
| Essener Straße 54 ·                                   | Klawa Schurawel             | Klawa Schurawel geb. 4.1.1944 ermordet 13.2.1945 |        | Eintrag auf stolpersteine-hamburg.de |
| Essener Straße 54 ·                                   | Anatol Slusar               | Anatol Slusar geb. 1.1.1944 ermordet 23.3.1944 |        | Eintrag auf stolpersteine-hamburg.de |
| Essener Straße 54 ·                                   | Knabe Stefa                 | Namenloser Knabe Stefa geb. 21.5.1944 tot geboren |        | Eintrag auf stolpersteine-hamburg.de |
| Essener Straße 54 ·                                   | Valentin Tkatschow          | Valentin Tkatschow geb. 30.5.1944 ermordet 5.10.1944 |        | Eintrag auf stolpersteine-hamburg.de |
| Essener Straße 54 ·                                   | Viktor Tomaschuk            | Viktor Tomaschuk geb. 14.8.1944 ermordet 22.10.1944 |        | Eintrag auf stolpersteine-hamburg.de |
| Essener Straße 54 ·                                   | Luba Tulup                  | Luba Tulup geb. 9.7.1944 ermordet 20.9.1944 |        | Eintrag auf stolpersteine-hamburg.de |
| Essener Straße 54 ·                                   | Sigmund Tuschinska          | Sigmund Tuschinska geb. 23.5.1944 ermordet 3.9.1944 |        | Eintrag auf stolpersteine-hamburg.de |
| Essener Straße 54 ·                                   | René-Yves Vitel             | René-Yves Vitel geb. 21.3.1945 ermordet 8.5.1945 |        | Eintrag auf stolpersteine-hamburg.de |
| Essener Straße 54 ·                                   | Boris Wenik                 | Boris Wenik geb. 13.3.1944 ermordet 18.4.1944 |        | Eintrag auf stolpersteine-hamburg.de |
| Essener Straße 54 ·                                   | Genja Woronez               | Genja Woronez geb. 17.5.1944 ermordet 8.8.1944 |        | Eintrag auf stolpersteine-hamburg.de |
| Essener Straße 54 ·                                   | Walodja Woronzow            | Walodja Woronzow geb. 20.4.1944 ermordet 3.6.1944 |        | Eintrag auf stolpersteine-hamburg.de |
| Essener Straße 54 ·                                   | Anatoli Zebenko             | Anatoli Zebenko geb. 25.4.1944 ermordet 27.11.1944 |        | Eintrag auf stolpersteine-hamburg.de |
| Fritz-Schumacher-Allee 33 ·                           | Arthur Koß                  | Hier wohnte Arthur Koß Jg. 1904 verhaftet 1933 ‚Hochverrat‘ Neuengamme Strafbataillon Dirlewanger ermordet 13.12.1944 Hont/Ungarn                                               |        | Eintrag auf stolpersteine-hamburg.de Der gelernte Modelltischler Arthur Koß gründete mit anderen Jugendlichen der Fritz-Schumacher-Siedlung die Langenhorner Ortsgruppe der Sozialistischen Arbeiter-Jugend. Später trat er der KPD bei. Er war mit Carla Koß, geborene Fromm verheiratet und gehörte dem Widerstand an. 1933 wurde er verhaftet und in das KZ Fuhlsbüttel eingeliefert. Mehrere Jahre verbrachte er im KZ Fuhlsbüttel, im Emslandlager Aschendorfermoor und im KZ Neuengamme. Im November 1944 kam er zum Strafbataillon Dirlewanger. Sein Stolperstein wurde am 20. Februar 2013 verlegt. |
| Harnacksweg 63 ·                                      | Carl Puls                   | Hier wohnte Carl Puls Jg. 1902 im Widerstand/SPD verhaftet 19.2.1935 KZ Fuhlsbüttel entlassen 19.7.1939                                                                         |        | Eintrag auf stolpersteine-hamburg.de |
| Hartmannsau 4 ·                                       | Gerd Schulze                | Hier wohnte Gerd Schulze Jg. 1939 eingewiesen 1942 Alsterdorfer Anstalten ‚verlegt‘ 7.8.1943 Idstein/Kalmenhof ‚Kinderfachabteilung‘ ermordet 16.9.1943                         |        | Eintrag auf stolpersteine-hamburg.de Der Stolperstein wurde am 27. Juni 2018 verlegt. |
| Henny-Schütz-Allee Haus 25 · (Walter-Behrmann-Haus) · | –                           | Hier ermordet ‚Kinderfachabteilung‘ der Heil- und Pflegeanstalt Langenhorn |        | Die Inschrift des Stolpersteins bezieht sich auf die folgenden 24 Stolpersteine, die mit diesem am 25. Oktober 2017 verlegt wurden. 23 der 24 Steine tragen Namen, die maßgeblich von Margot Löhr, der Initiative Stolpersteine Hamburg recherchiert wurden. |
| Henny-Schütz-Allee Haus 25 · (Walter-Behrmann-Haus) · | Gerda Behrmann              | Gerda Behrmann geb. 7.1.1939 ermordet 8.8.1941 |        | Eintrag auf stolpersteine-hamburg.de |
| Henny-Schütz-Allee Haus 25 · (Walter-Behrmann-Haus) · | Uwe Diekwisch               | Uwe Diekwisch geb. 2.12.1940 ermordet 3.1.1942 |        | Eintrag auf stolpersteine-hamburg.de |
| Henny-Schütz-Allee Haus 25 · (Walter-Behrmann-Haus) · | Peter Evers                 | Peter Evers geb. 23.10.1939 ermordet 30.11.1941 |        | Eintrag auf stolpersteine-hamburg.de |
| Henny-Schütz-Allee Haus 25 · (Walter-Behrmann-Haus) · | Elke Gosch                  | Elke Gosch geb. 3.6.1940 ermordet 17.1.1942 |        | Eintrag auf stolpersteine-hamburg.de |
| Henny-Schütz-Allee Haus 25 · (Walter-Behrmann-Haus) · | Claus Grimm                 | Claus Grimm geb. 17.8.1941 ermordet 1.5.1942 |        | Eintrag auf stolpersteine-hamburg.de |
| Henny-Schütz-Allee Haus 25 · (Walter-Behrmann-Haus) · | Werner Hammerich            | Werner Hammerich geb. 10.4.1940 ermordet 27.3.1941 |        | Eintrag auf stolpersteine-hamburg.de |
| Henny-Schütz-Allee Haus 25 · (Walter-Behrmann-Haus) · | Marianne Harms              | Marianne Harms geb. 30.4.1940 ermordet 19.11.1941 |        | Eintrag auf stolpersteine-hamburg.de |
| Henny-Schütz-Allee Haus 25 · (Walter-Behrmann-Haus) · | Hillene Hellmers            | Hillene Hellmers geb. 23.9.1940 ermordet 1.12.1941 |        | Eintrag auf stolpersteine-hamburg.de |
| Henny-Schütz-Allee Haus 25 · (Walter-Behrmann-Haus) · | Helga Heuer                 | Helga Heuer geb. 20.1.1938 ermordet 19.1.1942 |        | Eintrag auf stolpersteine-hamburg.de Helga Heuer hatte zerebrale Kinderlähmung. |
| Henny-Schütz-Allee Haus 25 · (Walter-Behrmann-Haus) · | Waltraud Imbach             | Waltraud Imbach geb. 27.9.1940 ermordet 13.11.1942 |        | Eintrag auf stolpersteine-hamburg.de |
| Henny-Schütz-Allee Haus 25 · (Walter-Behrmann-Haus) · | Inge Kersebaum              | Inge Kersebaum geb. 17.12.1938 ermordet 9.1.1943 |        | Eintrag auf stolpersteine-hamburg.de |
| Henny-Schütz-Allee Haus 25 · (Walter-Behrmann-Haus) · | Hella Körper                | Hella Körper geb. 15.9.1938 ermordet 15.1.1942 |        | Eintrag auf stolpersteine-hamburg.de |
| Henny-Schütz-Allee Haus 25 · (Walter-Behrmann-Haus) · | Dieter Kullak               | Dieter Kullak geb. 30.8.1938 ermordet 8.3.1942 |        | Eintrag auf stolpersteine-hamburg.de |
| Henny-Schütz-Allee Haus 25 · (Walter-Behrmann-Haus) · | Helga Liebschner            | Helga Liebschner geb. 18.4.1939 ermordet 22.10.1942 |        | Eintrag auf stolpersteine-hamburg.de |
| Henny-Schütz-Allee Haus 25 · (Walter-Behrmann-Haus) · | Theo Lorenzen               | Theo Lorenzen geb. 10.5.1939 ermordet 24.5.1942 |        | Eintrag auf stolpersteine-hamburg.de |
| Henny-Schütz-Allee Haus 25 · (Walter-Behrmann-Haus) · | Jutta Müller                | Jutta Müller geb. 14.7.1940 ermordet 10.6.1943 |        | Eintrag auf stolpersteine-hamburg.de |
| Henny-Schütz-Allee Haus 25 · (Walter-Behrmann-Haus) · | Ingrid Neuhaus              | Ingrid Neuhaus geb. 25.2.1940 ermordet 4.9.1941 |        | Eintrag auf stolpersteine-hamburg.de |
| Henny-Schütz-Allee Haus 25 · (Walter-Behrmann-Haus) · | Traudel Passburg            | Traudel Passburg geb. 3.5.1940 ermordet 30.4.1942 |        | Eintrag auf stolpersteine-hamburg.de |
| Henny-Schütz-Allee Haus 25 · (Walter-Behrmann-Haus) · | Edda Purwin                 | Edda Purwin geb. 1.7.1940 ermordet 18.1.1942 |        | Eintrag auf stolpersteine-hamburg.de |
| Henny-Schütz-Allee Haus 25 · (Walter-Behrmann-Haus) · | Angela Quast                | Angela Quast geb. 30.6.1942 ermordet 9.5.1943 |        | Eintrag auf stolpersteine-hamburg.de |
| Henny-Schütz-Allee Haus 25 · (Walter-Behrmann-Haus) · | Erwin Sänger                | Erwin Sänger geb. 17.2.1935 ermordet 10.4.1943 |        | Eintrag auf stolpersteine-hamburg.de Ausführlicher Eintrag von Erwin Sänger und seiner Familie auf stolpersteine-hamburg.de (Eimsbüttel, Bundesstraße 95). |
| Henny-Schütz-Allee Haus 25 · (Walter-Behrmann-Haus) · | Hermann Scheel              | Hermann Scheel geb. 16.8.1939 ermordet 22.8.1942 |        | Eintrag auf stolpersteine-hamburg.de |
| Henny-Schütz-Allee Haus 25 · (Walter-Behrmann-Haus) · | Monika Ziemer               | Monika Ziemer geb. 12.10.1939 ermordet 19.5.1942 |        | Eintrag auf stolpersteine-hamburg.de |
| Henny-Schütz-Allee Haus 25 · (Walter-Behrmann-Haus) · | –                           | Hier ermordet Für die Kinder deren Namen nicht bekannt sind |        | |
| Langenhorner Chaussee 560 ·                           | Kurt Gäth gen. Ladiges      | Kurt Gäth gen. Ladiges Jg. 1919 mehrmals verhaftet zuletzt 1940 KZ Fuhlsbüttel sterilisiert im Lazarett Hamburg ‚Heilanstalt‘ Langenhorn ermordet 13.11.1944                    |        | Eintrag auf stolpersteine-hamburg.de Er war eine Zeit lang auf dem seit dem 2. April 1926 als Erziehungsanstalt für junge Männer genutzten Gut Wulfsdorf. Der Stein war längere Zeit nicht auffindbar, weil dort Erdarbeiten stattfanden und man ihn zwecks seiner Sicherung entfernte. Ende Juni oder Anfang Juli 2018 wurde er dort wieder hingesetzt. |
| Langenhorner Chaussee 560 ·                           | Gerhard Junke               | Gerhard Junke Jg. 1913 kastriert im Hafenkrankenhaus Hamburg verlegt nach ‚Heilanstalt‘ Langenhorn ermordet 17.8.1943 ‚Heilanstalt‘ Meseritz-Obrawalde                          |        | Eintrag auf stolpersteine-hamburg.de Sohn von August Junke. Der Stein war längere Zeit nicht auffindbar, weil dort Erdarbeiten stattfanden und man ihn zwecks seiner Sicherung entfernte. Ende Juni oder Anfang Juli 2018 wurde er dort wieder hingesetzt. Ein weiterer Stolperstein befindet sich in Hamburg-St. Pauli. |
| Langenhorner Chaussee 560 ·                           | Gottfried Fritz Simon       | Gottfried Fritz Simon Jg. 1885 verhaftet 1935 entmündigt eingewiesen ‚Heilanstalt‘ Langenhorn ermordet nach Sept. 1940                                                          |        | Eintrag auf stolpersteine-hamburg.de Er wurde von Langenhorn aus in eine unbekannte Tötungsanstalt verlegt. Der Stein war längere Zeit nicht auffindbar, weil dort Erdarbeiten stattfanden und man ihn zwecks seiner Sicherung entfernte. Ende Juni oder Anfang Juli 2018 wurde er dort wieder hingesetzt. |
| Langenhorner Chaussee 623 ·                           | –                           | Hanseatisches Kettenwerk 1935–1945 Zwangsarbeit für den deutschen Endsieg 6000 Zwangsarbeiter, 750 KZ-Häftlinge und 200 Strafgefangene müssen für die deutsche Rüstung arbeiten |        | Verlegt am 18. Mai 2019. Die Inschrift des Stolpersteins bezieht sich auf die folgenden 2 Stolpersteine. |
| Langenhorner Chaussee 623 ·                           | Karl-Heinz Barthel          | Karl-Heinz Barthel Jg. 1922 verhaftet Juni 1943 ‚Wehrkraftzersetzung‘ Zwangsarbeit Kettenwerk geflüchtet / verhaftet Sondergericht Berlin hingerichtet 6.7.1944                 |        | Eintrag auf stolpersteine-hamburg.de Verlegt am 18. Mai 2019. Der Schlosser und Flugzeugfeinmechaniker Karl-Heinz Barthel (* 27. August 1922 in Berlin) mit dem Dienstgrad Flieger war im Seefliegerhorst Schleswig stationiert. Auf einer Toilettenwand hinterließ er die Zeilen „Wer auf die deutsche Fahne schwört, hat nichts mehr, was ihm selbst gehört. Die Fahne hat den Krieg entfacht, Not, Tod und Grauen uns gebracht.“ Im Oktober 1943 wurde er daraufhin vom Feldgericht des Kommandeurs der 3. Flak-Division wegen „Zersetzung der Wehrkraft und Verlust der Wehrwürdigkeit“ zu 5 Jahren Zuchthaus verurteilt. Die Strafe sollte ab Kriegsende beginnen, dennoch kam er nicht frei. Am 18. Dezember 1943 wurde er in das Zuchthaus Fuhlsbüttel deportiert und musste werktags im Langenhorner Kettenwerk Zwangsarbeit verrichten. Am 4. Januar 1944, um 18 Uhr 30 gelang ihm die Flucht aus dem Kettenwerk, indem er mit zwei weiteren Flüchtigen eine Toilettenwand der lauten Halle der Werkabteilung Beize 14 durchbrach und im Schutze der Dunkelheit einen Fabrikzaun überwand. Sechs Wochen später wurde er in Berlin gefasst und vom Sondergericht beim Landgericht Berlin zum Tode verurteilt. Am 6. Juli 1944 wurde er im Strafgefängnis Berlin-Plötzensee hingerichtet. |
| Langenhorner Chaussee 623 ·                           | Otto Berger                 | Otto Berger Jg. 1920 ‚Fahnenflucht‘ verhaftet Sept. 1943 Zwangsarbeit Kettenwerk geflüchtet / verhaftet Sondergericht Berlin hingerichtet 6.7.1944                              |        | Eintrag auf stolpersteine-hamburg.de Verlegt am 18. Mai 2019. Der Schlosser und Landwirt Otto Berger (* 1. Oktober 1920 in Berlin) mit dem Dienstgrad Flieger war im Seefliegerhorst Schleswig stationiert. Im Oktober 1943 wurde er vom Feldgericht des Kommandeurs der 3. Flak-Division wegen „Urlaubsübertretung“ und „Verstoß gegen die Kriegswirtschaftsverordnung“ zu 5 Jahren Zuchthaus verurteilt. Die Strafe sollte ab Kriegsende beginnen, dennoch kam er nicht frei. Am 18. Dezember 1943 wurde er in das Zuchthaus Fuhlsbüttel deportiert und musste werktags im Langenhorner Kettenwerk Zwangsarbeit verrichten. Am 4. Januar 1944, um 18 Uhr 30 gelang ihm die Flucht aus dem Kettenwerk, indem er mit zwei weiteren Flüchtigen eine Toilettenwand der lauten Halle der Werkabteilung Beize 14 durchbrach und im Schutze der Dunkelheit einen Fabrikzaun überwand. Sechs Wochen später wurde er in Berlin gefasst und vom Sondergericht beim Landgericht Berlin zum Tode verurteilt. Am 6. Juli 1944 wurde er im Strafgefängnis Berlin-Plötzensee hingerichtet. |
| Langenhorner Chaussee 625 ·                           | Mina Buijs                  | Mina Buijs Jg. 1921 Holland Zwangsarbeit eingewiesen 30.8.1943 Krankenhaus Alsterdorf tot 9. Sept. 1943                                                                         |        | Eintrag auf stolpersteine-hamburg.de |
| Langenhorner Chaussee 625 ·                           | Alexandera Daschewskaja     | Alexandera Daschewskaja Jg. 1924 Ukraine seit 29.10.1943 Zwangsarbeit tot auf Transport Krankenhaus Langenhorn 12. Aug. 1944                                                    |        | Eintrag auf stolpersteine-hamburg.de |
| Langenhorner Chaussee 625 ·                           | Leonid Dubik                | Leonid Dubik Jg. 1917 Ukraine Zwangsarbeit eingewiesen 14.5.1943 Krankenhaus Langenhorn tot 29. Nov. 1943                                                                       |        | Eintrag auf stolpersteine-hamburg.de |
| Langenhorner Chaussee 625 ·                           | Grigor Gonsarenko           | Grigor Gonsarenko Jg. 1905 Russland Zwangsarbeit eingewiesen 5.10.1943 Krankenhaus Langenhorn tot 17. Okt. 1943                                                                 |        | Eintrag auf stolpersteine-hamburg.de |
| Langenhorner Chaussee 625 ·                           | Ewgenia Masalewskaja        | Ewgenia Masalewskaja Jg. 1902 Russland seit 22.2.1944 Zwangsarbeit eingewiesen Krankenhaus Langenhorn tot 25. Jan. 1945                                                         |        | Eintrag auf stolpersteine-hamburg.de |
| Langenhorner Chaussee 625 ·                           | Prokop Moskalenko           | Prokop Moskalenko Jg. 1907 Ukraine seit 25.11.1942 Zwangsarbeit eingewiesen 18.9.1944 Krankenhaus Langenhorn tot 19. Sept. 1944                                                 |        | Eintrag auf stolpersteine-hamburg.de |
| Langenhorner Chaussee 625 ·                           | Sofia Nietrzebka            | Sofia Nietrzebka Jg. 1913 Polen seit 22.10.1942 Zwangsarbeit eingewiesen 5.7.1944 Krankenhaus Langenhorn tot 10. Juli 1944                                                      |        | Eintrag auf stolpersteine-hamburg.de |
| Langenhorner Chaussee 625 ·                           | Albino Pietrogiovanna       | Albino Pietrogiovanna Jg. 1924 Italien Zwangsarbeit eingewiesen Krankenhaus Langenhorn tot 30. Jan. 1945                                                                        |        | Eintrag auf stolpersteine-hamburg.de |
| Langenhorner Chaussee 625 ·                           | Semjon Pogrebnikow          | Semjon Pogrebnikow Jg. 1918 Russland Zwangsarbeit eingewiesen 14.2.1944 Krankenhaus Alsterdorf tot 2. März 1944                                                                 |        | Eintrag auf stolpersteine-hamburg.de |
| Langenhorner Chaussee 625 ·                           | Marija Tschechanowitsch     | Marija Tschechanowitsch Jg. 1920 Weißrussland Zwangsarbeit eingewiesen 23.6.1943 Krankenhaus Langenhorn tot 12. Sept. 1943                                                      |        | Eintrag auf stolpersteine-hamburg.de |
| Langenhorner Chaussee 625 ·                           | Dimitri Woloschin           | Dimitri Woloschin Jg. 1925 Ukraine Zwangsarbeit eingewiesen 6.12.1943 Krankenhaus Langenhorn tot 29. Juli 1944                                                                  |        | Eintrag auf stolpersteine-hamburg.de |
| Moorreye 94 ·                                         | Walter Mittelbach           | Hier wohnte Walter Mittelbach Jg. 1909 im Widerstand verhaftet 6.12.1942 ‚Judenhilfe‘ 1943 Gefängnis Krakau 1943 Dachau hingerichtet 29.7.1944 Gefängnis Krakau                 |        | Eintrag auf stolpersteine-hamburg.de Bruder von Ernst Mittelbach. Der ursprüngliche Stein war 2011 nach Wegebaumaßnahmen verschwunden. Eine neue Stolpersteinverlegung erfolgte am 27. Juni 2018. Auf dem alten Stein stand die Inschrift „Hier wohnte / Walter Mittelbach / Jg. 1909 / verhaftet 1942 in Krakau / 1943 KZ Dachau / Lager Friedrichshafen / hingerichtet 29.7.1944 / Gefängnis Krakau“. |
| Tangstedter Landstraße 158 ·                          | Karl Reese                  | Hier wohnte Karl Reese Jg. 1890 verhaftet 1937 Sachsenhausen ermordet 4.1.1940                                                                                                  |        | Eintrag auf stolpersteine-hamburg.de Karl Reese (* 1890 in Wilhelmsburg) gehörte der Glaubensgemeinschaft der Zeugen Jehovas an, die von den Nationalsozialisten verboten wurde. 1937 wurde er verhaftet und am 12. August 1937 zu sechs Monaten Gefängnis verurteilt. Am 30. Oktober wurde er in das KZ Sachsenhausen deportiert, wo er arbeitsunfähig wurde und starb. 1988 wurde nach ihm in Hamburg-Langenbek der Karl-Reese-Weg benannt. Sein Name steht zudem auf einer Gedenktafel im Harburger Rathaus. |
| Wattkorn 7 ·                                          | Carl Suhling                | Hier wohnte Carl Suhling Jg. 1904 verhaftet 1933 ‚Vorbereitung zum Hochverrat‘ KZ Fuhlsbüttel 1943 Strafbataillon 999 hingerichtet März 1945 bei Sarajevo                       |        | Eintrag auf stolpersteine-hamburg.de Der Seemann Carl (Cuddl) Suhling zog mit seinem Vater 1924 in das Haus im Wattkorn. 1928 trat er der KPD bei. 1931 lernte er seine spätere Frau Lucie Wilken kennen. 1933 wurde er verhaftet und ins KZ Fuhlsbüttel gebracht. Das Archiv der Hamburger KPD, das er in seiner Wohnung verwahrte, konnte er, vorher gewarnt, vorher verbrennen. August 1933 wurde er wieder entlassen. Am 1. Oktober 1934 wurde er und seine Frau verhaftet. Oktober 1936 wurde Lucie entlassen und März 1937 Carl Suhling. Am 30. Dezember 1938 wurden beide wieder verhaftet und März 1939 entlassen. Juni 1943 wurde Carl Suhling dem Strafbataillon 999 zugeführt. Sein Stolperstein wurde am 25. Februar 2012 verlegt. Auf dem Ehrenfeld der Geschwister-Scholl-Stiftung, Friedhof Ohlsdorf, ist ein Kissenstein, der an Carl und seiner Frau Lucie Suhling erinnert. |
| Wattkorn 15 ·                                         | Adele Rühl                  | Hier wohnte Adele Rühl geb. Weintraub Jg. 1878 verhaftet 1942 KZ Fuhlsbüttel deportiert 1943 Auschwitz ermordet 4.3.1943                                                        |        | Eintrag auf stolpersteine-hamburg.de Adele (Udel) Rühl (* 1878 oder 4. März 1879 in Sokołow in Galizien) zog ca. 1924 mit ihrem Mann Karl-Wilhelm Rühl und ihren zwei Kindern von Hamburg-Eimsbüttel in das Haus im Wattkorn. Sie war jüdischer Abstammung, konvertierte ca. 1903, vor der Hochzeit zum Christentum und gehörte ab ca. 1914 der Baptistengemeinde Zoar an. Seit dem 28. Dezember 1936 war sie Witwe. Nach ihrer Verhaftung im Dezember 1942 wurde sie ins KZ Fuhlsbüttel gebracht und von dort am 4. Februar 1943 nach Auschwitz deportiert. Da der Stolperstein wegen des gefrorenen Bodens nicht von Gunter Demnig verlegt werden konnte, sorgte etwas später der Arbeitskreis Stolpersteine für die Verlegung. Am 3. März 2013 fand die Einweihung des Steines statt. |